# Sinus (elektrisch)

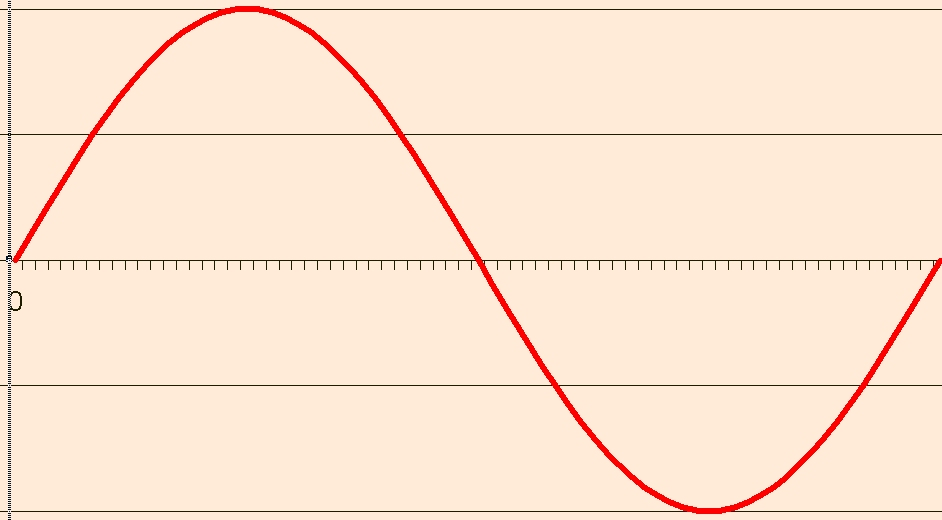
Sinus

Een sinusvormig signaal, of alleen sinus, is een basisvorm van wisselspanning of wisselstroom. Het is een signaal dat in de tijd gezien volgens een sinusfunctie verloopt.
In de elektrotechniek en elektronica hebben sinusvormige, of sinusoïde, signalen een eigen betekenis.

## Elektrotechniek
Als een spoel met een constante rotatiesnelheid in een permanent magnetisch veld draait, ontstaat over die spoel spanning die varieert volgens een sinusoïde. De netspanning is sinusvormig.
De elektrische stroom die ten gevolge van de spanning loopt, zal sinusvormig zijn wanneer de elektrische belasting een zogenaamde Ohmse weerstand is: een belasting waarbij spanning en stroom volgens de wet van Ohm van elkaar afhankelijk zijn. Bij inductieve en capacitieve belastingen zal de stroom ten opzichte van de spanning een faseverschuiving vertonen: bij inductieve belasting ijlt de stroom na, is vertraagd in de tijd, ten opzichte van de spanning; bij capacitieve belasting ijlt de stroom voor. We kunnen inductieve en capacitieve elektrische belastingen uitdrukken in complexe waarden, waarbij het imaginaire deel de inductieve dan wel capacitieve belasting voorstelt. Het reële deel stelt de Ohmse component voor. De faseverschuiving tussen spanning en stroom wordt aangeduid met fouthoek. De imaginaire stroomcomponent wordt blindstroom genoemd.
Het frequentiespectrum van een sinusvormige spanning bestaat uit een enkele component: de grondfrequentie. Wanneer een niet-lineaire belasting op een sinusvormige spanning wordt aangesloten, zoals een gasontladingsbuis, zal de stroom niet evenredig met de spanning verlopen en ontstaan in de stroom harmonischen van de grondfrequentie van het lichtnet. Hierdoor kunnen signalen ontstaan die de radio-ontvangst verstoren.

## Elektronica
De meeste radiozenders genereren sinusvormige signalen, waarop de te verzenden informatie: spraak, muziek of gegevens wordt overgebracht door middel van variaties in het signaal. Dit wordt modulatie genoemd. De twee bekendste modulatievormen zijn AM en FM. Men noemt in de radiotechniek het zuivere sinusvormige signaal de draaggolf.
- Bij FM frequentiemodulatie wordt de frequentie van een sinusvormige draaggolf gevarieerd.
- Bij AM amplitudemodulatie wordt de amplitude van een sinusvormige draaggolf gevarieerd.